# 山枣
山枣（学名：Ziziphus montana），为鼠李科枣属下的一个种。